# 트레이서 (영화)
《트레이서》(영어: Tracers)는 2015년 개봉한 미국의 액션 영화이다.

## 출연진
- 테일러 라우트너
- 마리 애브저로펄러스
- 애덤 레이너
- 래피 게이브런
- 루차노 어쿠냐 주니어
- 조시 예이던
- 조니 M. 우
- 샘 머디나
- 어미라 밴

## 기타 제작진
- 협력 제작: 미첼 스미스
- 배역: 리처드 멘토
- 미술: 댄 리
- 세트: 수전 레이니
- 의상: 제니 게링
- 분장: 스테이시 패너핀토, 리 그렌, 니콜 우다우스키
- 시각 효과: 팀 캐러스
- 특수 효과: 콘래드 V. 브링크 주니어
- 제작 관리: 낸시 커호퍼, 테디 어우[1]
- 조감독: 딜런 홉킨스, 데이비드 “웩스” 웩슬러